# Rondaniella unguiculata
Rondaniella unguiculata är en tvåvingeart som beskrevs av Yu och Wu 2008. Rondaniella unguiculata ingår i släktet Rondaniella och familjen svampmyggor. Inga underarter finns listade i Catalogue of Life.